# 喬爾·埃克斯特蘭
喬爾·埃克斯特蘭（英語：Joel Ekstrand；1989年2月4日—）是一位瑞典足球運動員。在場上的位置是後衛。他現在效力於英格蘭足球冠軍聯賽球隊沃特福德足球俱樂部。他也代表瑞典各級國家青年足球隊參賽。